# La Moși
La Moși este o operă literară scrisă de Ion Luca Caragiale. A fost publicată în 1900.